# Davis Cup 2022 – finále
Finále Davis Cupu 2022 představovalo nejvyšší úroveň Davis Cupu – elitní šestnáctičlennou skupinu, z níž vzešel celkový vítěz 110. ročníku soutěže. Poprvé se konalo ve dvou oddělených termínech.
Do zářijové skupinové fáze se kvalifikovalo šestnáct účastníků. Čtyřčlenné skupiny proběhly v Bologni, Glasgowě, Hamburku a Valencii. Týmy z prvních dvou míst každé skupiny postoupily do listopadové fáze hrané ve španělské Málaze, která byla od čtvrtfinále koncipována vyřazovacím systémem. Málaga přitom měla původně hostit španělskou základní skupinu.
Ruští obhájci titulu, kteří měli podruhé hrát pod neutrálním statusem Ruské tenisové federace, byli po invazi Ruska na Ukrajinu v závěru února 2022 s Bělorusy vyloučeni z ročníku.
Historicky první titul získala Kanada, jakožto šestnáctá vítězná země. Kanadští singlisté Félix Auger-Aliassime s Denisem Shapovalovem vyhráli finálové dvouhry nad Australany Thanasim Kokkinakisem a Alexem de Minaurem. Kanadský tým, startující v soutěži od roku 1913, tak vylepšil jedinou finálovou účast z ročníku 2019 a navázal na triumf z lednového ATP Cupu 2022. Do finálového turnaje přitom celek „země javorového listu“ postoupil až dodatečně přes hladké vyřazení v březnové kvalifikaci s Nizozemskem, když na něj přešla divoká karta Srbska posunutého do finále po vyloučení ruského výběru. Austrálie nastoupila do prvního finále od roku 2003, kdy vybojovala dvacátou osmou salátovou mísu.

## Skupinová fáze

### Účastníci
Skupinové fáze se mezi 14.–18. zářím 2022 zúčastnilo šestnáct týmů:
- 1 finalista 2021 (Chorvatsko, Ruská tenisová federace (RTF) byla z ročníku vyloučena)
- 1 nejvýše postavený poražený semifinalista 2021 (Srbsko nahradilo RTF 13. března 2022)
- 2 týmy na divokou kartu (Velká Británie a Kanada, která v březnu 2022 nahradila původně vybrané Srbsko)
- 12 vítězů březnového kvalifikačního kola 2022

| Účastníci  | Účastníci | Účastníci   | Účastníci      | Účastníci | Účastníci |
| Argentina  | Austrálie | Belgie      | Francie        |           |           |
| Chorvatsko | Itálie    | Jižní Korea | Kanada         |           |           |
| Kazachstán | Německo   | Nizozemsko  | Spojené státy  |           |           |
| Srbsko     | Španělsko | Švédsko     | Velká Británie |           |           |
| ---------- | --------- | ----------- | -------------- | --------- | --------- |

### Nasazení
Nasazení vychází z žebříčku ITF vydaného 7. března 2022.
1. Chorvatsko (semifinále)
2. Španělsko (čtvrtfinále)
3. Francie (základní skupina)
4. Spojené státy (čtvrtfinále)
5. Německo (čtvrtfinále)
6. Kanada (vítěz)
7. Itálie (semifinále)
8. Velká Británie (základní skupina)
9. Kazachstán (základní skupina)
10. Belgie (základní skupina)
11. Srbsko (základní skupina)
12. Argentina (základní skupina)
13. Švédsko (základní skupina)
14. Austrálie (finále)
15. Nizozemsko (čtvrtfinále)
16. Jižní Korea (základní skupina)

### Základní skupiny
|  | postup do vyřazovací fáze |

| Skupina | 1. místo   | 1. místo | 1. místo | 1. místo | 2. místo      | 2. místo | 2. místo | 2. místo | 3. místo       | 3. místo | 3. místo | 3. místo | 4. místo    | 4. místo | 4. místo | 4. místo |
| Skupina | tým        | MZ       | U        | S        | tým           | MZ       | U        | S        | tým            | MZ       | U        | S        | tým         | MZ       | U        | S        |
| ------- | ---------- | -------- | -------- | -------- | ------------- | -------- | -------- | -------- | -------------- | -------- | -------- | -------- | ----------- | -------- | -------- | -------- |
| A       | Itálie     | 3–0      | 7–2      | 16–7     | Chorvatsko    | 2–1      | 5–4      | 12–10    | Švédsko        | 1–2      | 4–5      | 10–12    | Argentina   | 0–3      | 2–7      | 7–16     |
| B       | Španělsko  | 2–1      | 7–2      | 16–8     | Kanada        | 2–1      | 5–4      | 11–12    | Srbsko         | 2–1      | 4–5      | 10–10    | Jižní Korea | 0–3      | 2–7      | 7–14     |
| C       | Německo    | 3–0      | 6–3      | 13–9     | Austrálie     | 2–1      | 6–3      | 12–8     | Francie        | 1–2      | 4–5      | 12–10    | Belgie      | 0–3      | 2–7      | 6–16     |
| D       | Nizozemsko | 3–0      | 6–3      | 14–9     | Spojené státy | 2–1      | 5–4      | 11–12    | Velká Británie | 1–2      | 4–5      | 11–12    | Kazachstán  | 0–3      | 3–6      | 10–13    |

### Skupina A
| Poř. | Tým        | mez. zápasy | utkání | sety  | % setů | hry     | % her |
| ---- | ---------- | ----------- | ------ | ----- | ------ | ------- | ----- |
| 1.   | Itálie     | 3–0         | 7–2    | 16–7  | 70 %   | 125–98  | 56 %  |
| 2.   | Chorvatsko | 2–1         | 5–4    | 12–10 | 55 %   | 110–108 | 50 %  |
| 3.   | Švédsko    | 1–2         | 4–5    | 10–12 | 45 %   | 104-109 | 49 %  |
| 4.   | Argentina  | 0–3         | 2–7    | 7–16  | 30 %   | 96–120  | 44 %  |

#### Argentina vs. Švédsko
| | Argentina | 1 :                                                             | 2   | Švédsko |      |  |
| --- | --------- | --------------------------------------------------------------- | --- | ------- | ---- |  |
| Unipol Arena, Bologna 13. září 2022 |           |                                                                 |     |         |      |  |
| \| \| \| \| 1. \| 2. \| 3. \| \| \| -- \| \| --------------------------------------------------------------- \| --- \| --- \| ---- \| \| \| 1. \| \| Sebastián Báez Elias Ymer \| 4 6 \| 6 3 \| 64 7 \| \| \| 2. \| \| Diego Schwartzman Mikael Ymer \| 2 6 \| 2 6 \| \| \| \| 3. \| \| Máximo González / Horacio Zeballos André Göransson / Elias Ymer \| 3 6 \| 6 3 \| 6 2 \| \| \| \| \| \| \| \| \| \| \| \| \| \| \| \| \| \| \| \| \| \| \| \| \| \| \| \| \| \| \| \| \| \| \| \| \| \| \| \| \| \| |           |                                                                 |     |         |      |  |
| |           |                                                                 | 1.  | 2.      | 3.   |  |
| 1. |           | Sebastián Báez Elias Ymer                                       | 4 6 | 6 3     | 64 7 |  |
| 2. |           | Diego Schwartzman Mikael Ymer                                   | 2 6 | 2 6     |      |  |
| 3. |           | Máximo González / Horacio Zeballos André Göransson / Elias Ymer | 3 6 | 6 3     | 6 2  |  |
| |           |                                                                 |     |         |      |  |
| |           |                                                                 |     |         |      |  |
| |           |                                                                 |     |         |      |  |
| |           |                                                                 |     |         |      |  |
| |           |                                                                 |     |         |      |  |

#### Itálie vs. Chorvatsko
| | Itálie | 3 :                                                       | 0    | Chorvatsko |      |  |
| --- | ------ | --------------------------------------------------------- | ---- | ---------- | ---- |  |
| Unipol Arena, Bologna 14. září 2022 |        |                                                           |      |            |      |  |
| \| \| \| \| 1. \| 2. \| 3. \| \| \| -- \| \| --------------------------------------------------------- \| ---- \| --- \| ---- \| \| \| 1. \| \| Lorenzo Musetti Borna Gojo \| 6 4 \| 6 2 \| \| \| \| 2. \| \| Matteo Berrettini Borna Ćorić \| 64 7 \| 6 2 \| 6 1 \| \| \| 3. \| \| Simone Bolelli / Fabio Fognini Nikola Mektić / Mate Pavić \| 3 6 \| 7 5 \| 7 63 \| \| \| \| \| \| \| \| \| \| \| \| \| \| \| \| \| \| \| \| \| \| \| \| \| \| \| \| \| \| \| \| \| \| \| \| \| \| \| \| \| \| |        |                                                           |      |            |      |  |
| |        |                                                           | 1.   | 2.         | 3.   |  |
| 1. |        | Lorenzo Musetti Borna Gojo                                | 6 4  | 6 2        |      |  |
| 2. |        | Matteo Berrettini Borna Ćorić                             | 64 7 | 6 2        | 6 1  |  |
| 3. |        | Simone Bolelli / Fabio Fognini Nikola Mektić / Mate Pavić | 3 6  | 7 5        | 7 63 |  |
| |        |                                                           |      |            |      |  |
| |        |                                                           |      |            |      |  |
| |        |                                                           |      |            |      |  |
| |        |                                                           |      |            |      |  |
| |        |                                                           |      |            |      |  |

#### Chorvatsko vs. Švédsko
| | Chorvatsko | 2 :                                                 | 1   | Švédsko |     |  |
| --- | ---------- | --------------------------------------------------- | --- | ------- | --- |  |
| Unipol Arena, Bologna 15. září 2022 |            |                                                     |     |         |     |  |
| \| \| \| \| 1. \| 2. \| 3. \| \| \| -- \| \| --------------------------------------------------- \| --- \| ---- \| --- \| \| \| 1. \| \| Borna Gojo Elias Ymer \| 2 6 \| 62 7 \| \| \| \| 2. \| \| Borna Ćorić Mikael Ymer \| 6 4 \| 3 6 \| 6 3 \| \| \| 3. \| \| Nikola Mektić / Mate Pavić Mikael Ymer / Elias Ymer \| 7 5 \| 6 3 \| \| \| \| \| \| \| \| \| \| \| \| \| \| \| \| \| \| \| \| \| \| \| \| \| \| \| \| \| \| \| \| \| \| \| \| \| \| \| \| \| \| \| |            |                                                     |     |         |     |  |
| |            |                                                     | 1.  | 2.      | 3.  |  |
| 1. |            | Borna Gojo Elias Ymer                               | 2 6 | 62 7    |     |  |
| 2. |            | Borna Ćorić Mikael Ymer                             | 6 4 | 3 6     | 6 3 |  |
| 3. |            | Nikola Mektić / Mate Pavić Mikael Ymer / Elias Ymer | 7 5 | 6 3     |     |  |
| |            |                                                     |     |         |     |  |
| |            |                                                     |     |         |     |  |
| |            |                                                     |     |         |     |  |
| |            |                                                     |     |         |     |  |
| |            |                                                     |     |         |     |  |

#### Itálie vs. Argentina
| | Itálie | 2 :                                                               | 1   | Argentina |     |  |
| --- | ------ | ----------------------------------------------------------------- | --- | --------- | --- |  |
| Unipol Arena, Bologna 16. září 2022 |        |                                                                   |     |           |     |  |
| \| \| \| \| 1. \| 2. \| 3. \| \| \| -- \| \| ----------------------------------------------------------------- \| --- \| --- \| --- \| \| \| 1. \| \| Matteo Berrettini Sebastián Báez \| 6 2 \| 6 3 \| \| \| \| 2. \| \| Jannik Sinner Francisco Cerúndolo \| 7 5 \| 1 6 \| 6 3 \| \| \| 3. \| \| Simone Bolelli / Fabio Fognini Máximo González / Horacio Zeballos \| 5 7 \| 6 2 \| 3 6 \| \| \| \| \| \| \| \| \| \| \| \| \| \| \| \| \| \| \| \| \| \| \| \| \| \| \| \| \| \| \| \| \| \| \| \| \| \| \| \| \| \| |        |                                                                   |     |           |     |  |
| |        |                                                                   | 1.  | 2.        | 3.  |  |
| 1. |        | Matteo Berrettini Sebastián Báez                                  | 6 2 | 6 3       |     |  |
| 2. |        | Jannik Sinner Francisco Cerúndolo                                 | 7 5 | 1 6       | 6 3 |  |
| 3. |        | Simone Bolelli / Fabio Fognini Máximo González / Horacio Zeballos | 5 7 | 6 2       | 3 6 |  |
| |        |                                                                   |     |           |     |  |
| |        |                                                                   |     |           |     |  |
| |        |                                                                   |     |           |     |  |
| |        |                                                                   |     |           |     |  |
| |        |                                                                   |     |           |     |  |

#### Argentina vs. Chorvatsko
| | Argentina | 0 :                                                           | 3   | Chorvatsko |     |  |
| --- | --------- | ------------------------------------------------------------- | --- | ---------- | --- |  |
| Unipol Arena, Bologna 17. září 2022 |           |                                                               |     |            |     |  |
| \| \| \| \| 1. \| 2. \| 3. \| \| \| -- \| \| ------------------------------------------------------------- \| --- \| ---- \| --- \| \| \| 1. \| \| Sebastián Báez Borna Gojo \| 1 6 \| 6 3 \| 3 6 \| \| \| 2. \| \| Francisco Cerúndolo Borna Ćorić \| 4 6 \| 6 78 \| \| \| \| 3. \| \| Máximo González / Horacio Zeballos Nikola Mektić / Mate Pavić \| 2 6 \| 5 7 \| \| \| \| \| \| \| \| \| \| \| \| \| \| \| \| \| \| \| \| \| \| \| \| \| \| \| \| \| \| \| \| \| \| \| \| \| \| \| \| \| \| \| |           |                                                               |     |            |     |  |
| |           |                                                               | 1.  | 2.         | 3.  |  |
| 1. |           | Sebastián Báez Borna Gojo                                     | 1 6 | 6 3        | 3 6 |  |
| 2. |           | Francisco Cerúndolo Borna Ćorić                               | 4 6 | 6 78       |     |  |
| 3. |           | Máximo González / Horacio Zeballos Nikola Mektić / Mate Pavić | 2 6 | 5 7        |     |  |
| |           |                                                               |     |            |     |  |
| |           |                                                               |     |            |     |  |
| |           |                                                               |     |            |     |  |
| |           |                                                               |     |            |     |  |
| |           |                                                               |     |            |     |  |

#### Itálie vs. Švédsko
| | Itálie | 2 :                                                                     | 1    | Švédsko |     |  |
| --- | ------ | ----------------------------------------------------------------------- | ---- | ------- | --- |  |
| Unipol Arena, Bologna 18. září 2022 |        |                                                                         |      |         |     |  |
| \| \| \| \| 1. \| 2. \| 3. \| \| \| -- \| \| ----------------------------------------------------------------------- \| ---- \| --- \| --- \| \| \| 1. \| \| Matteo Berrettini Elias Ymer \| 6 4 \| 6 4 \| \| \| \| 2. \| \| Jannik Sinner Mikael Ymer \| 4 6 \| 6 3 \| 3 6 \| \| \| 3. \| \| Simone Bolelli / Fabio Fognini André Göransson / Dragoș Nicolae Mădăraș \| 7 61 \| 6 2 \| \| \| \| \| \| \| \| \| \| \| \| \| \| \| \| \| \| \| \| \| \| \| \| \| \| \| \| \| \| \| \| \| \| \| \| \| \| \| \| \| \| \| |        |                                                                         |      |         |     |  |
| |        |                                                                         | 1.   | 2.      | 3.  |  |
| 1. |        | Matteo Berrettini Elias Ymer                                            | 6 4  | 6 4     |     |  |
| 2. |        | Jannik Sinner Mikael Ymer                                               | 4 6  | 6 3     | 3 6 |  |
| 3. |        | Simone Bolelli / Fabio Fognini André Göransson / Dragoș Nicolae Mădăraș | 7 61 | 6 2     |     |  |
| |        |                                                                         |      |         |     |  |
| |        |                                                                         |      |         |     |  |
| |        |                                                                         |      |         |     |  |
| |        |                                                                         |      |         |     |  |
| |        |                                                                         |      |         |     |  |

### Skupina B
| Poř. | Tým         | mez. zápasy | utkání | sety  | % setů | hry     | % her |
| ---- | ----------- | ----------- | ------ | ----- | ------ | ------- | ----- |
| 1    | Španělsko   | 2–1         | 7–2    | 16–8  | 67 %   | 132–113 | 54 %  |
| 2    | Kanada      | 2–1         | 5–4    | 11–12 | 48 %   | 108–115 | 48 %  |
| 3    | Srbsko      | 2–1         | 4–5    | 10–10 | 50 %   | 101–88  | 53 %  |
| 4    | Jižní Korea | 0–3         | 2–7    | 7–14  | 33 %   | 90–115  | 44 %  |

#### Jižní Korea vs. Kanada
| | Jižní Korea | 1 :                                                               | 2    | Kanada |      |  |
| --- | ----------- | ----------------------------------------------------------------- | ---- | ------ | ---- |  |
| Pavelló Municipal Font de Sant Lluís, Valencie 13. září 2022 |             |                                                                   |      |        |      |  |
| \| \| \| \| 1. \| 2. \| 3. \| \| \| -- \| \| ----------------------------------------------------------------- \| ---- \| --- \| ---- \| \| \| 1. \| \| Hong Song-čan Vasek Pospisil \| 6 4 \| 1 6 \| 65 7 \| \| \| 2. \| \| Kwon Sun-u Félix Auger-Aliassime \| 7 65 \| 6 3 \| \| \| \| 3. \| \| Nam Či-song / Song Min-kju Félix Auger-Aliassime / Vasek Pospisil \| 5 7 \| 7 5 \| 3 6 \| \| \| \| \| \| \| \| \| \| \| \| \| \| \| \| \| \| \| \| \| \| \| \| \| \| \| \| \| \| \| \| \| \| \| \| \| \| \| \| \| \| |             |                                                                   |      |        |      |  |
| |             |                                                                   | 1.   | 2.     | 3.   |  |
| 1. |             | Hong Song-čan Vasek Pospisil                                      | 6 4  | 1 6    | 65 7 |  |
| 2. |             | Kwon Sun-u Félix Auger-Aliassime                                  | 7 65 | 6 3    |      |  |
| 3. |             | Nam Či-song / Song Min-kju Félix Auger-Aliassime / Vasek Pospisil | 5 7  | 7 5    | 3 6  |  |
| |             |                                                                   |      |        |      |  |
| |             |                                                                   |      |        |      |  |
| |             |                                                                   |      |        |      |  |
| |             |                                                                   |      |        |      |  |
| |             |                                                                   |      |        |      |  |

#### Španělsko vs. Srbsko
| | Španělsko | 3 :                                                             | 0    | Srbsko |     |  |
| --- | --------- | --------------------------------------------------------------- | ---- | ------ | --- |  |
| Pavelló Municipal Font de Sant Lluís, Valencie 14. září 2022 |           |                                                                 |      |        |     |  |
| \| \| \| \| 1. \| 2. \| 3. \| \| \| -- \| \| --------------------------------------------------------------- \| ---- \| ---- \| --- \| \| \| 1. \| \| Albert Ramos-Viñolas Laslo Djere \| 2 6 \| 7 65 \| 7 5 \| \| \| 2. \| \| Roberto Bautista Agut Miomir Kecmanović \| 7 65 \| 7 65 \| \| \| \| 3. \| \| Marcel Granollers / Pedro Martínez Nikola Ćaćić / Dušan Lajović \| 65 7 \| 6 2 \| 6 2 \| \| \| \| \| \| \| \| \| \| \| \| \| \| \| \| \| \| \| \| \| \| \| \| \| \| \| \| \| \| \| \| \| \| \| \| \| \| \| \| \| \| |           |                                                                 |      |        |     |  |
| |           |                                                                 | 1.   | 2.     | 3.  |  |
| 1. |           | Albert Ramos-Viñolas Laslo Djere                                | 2 6  | 7 65   | 7 5 |  |
| 2. |           | Roberto Bautista Agut Miomir Kecmanović                         | 7 65 | 7 65   |     |  |
| 3. |           | Marcel Granollers / Pedro Martínez Nikola Ćaćić / Dušan Lajović | 65 7 | 6 2    | 6 2 |  |
| |           |                                                                 |      |        |     |  |
| |           |                                                                 |      |        |     |  |
| |           |                                                                 |      |        |     |  |
| |           |                                                                 |      |        |     |  |
| |           |                                                                 |      |        |     |  |

#### Jižní Korea vs. Srbsko
| | Jižní Korea | 1 :                                                        | 2   | Srbsko |    |  |
| --- | ----------- | ---------------------------------------------------------- | --- | ------ | -- |  |
| Pavelló Municipal Font de Sant Lluís, Valencie 15. září 2022 |             |                                                            |     |        |    |  |
| \| \| \| \| 1. \| 2. \| 3. \| \| \| -- \| \| ---------------------------------------------------------- \| --- \| --- \| -- \| \| \| 1. \| \| Hong Song-čan Dušan Lajović \| 4 6 \| 0 6 \| \| \| \| 2. \| \| Kwon Sun-u Miomir Kecmanović \| 3 6 \| 4 6 \| \| \| \| 3. \| \| Nam Či-song / Song Min-kju Nikola Ćaćić / Filip Krajinović \| 6 4 \| 6 2 \| \| \| \| \| \| \| \| \| \| \| \| \| \| \| \| \| \| \| \| \| \| \| \| \| \| \| \| \| \| \| \| \| \| \| \| \| \| \| \| \| \| \| |             |                                                            |     |        |    |  |
| |             |                                                            | 1.  | 2.     | 3. |  |
| 1. |             | Hong Song-čan Dušan Lajović                                | 4 6 | 0 6    |    |  |
| 2. |             | Kwon Sun-u Miomir Kecmanović                               | 3 6 | 4 6    |    |  |
| 3. |             | Nam Či-song / Song Min-kju Nikola Ćaćić / Filip Krajinović | 6 4 | 6 2    |    |  |
| |             |                                                            |     |        |    |  |
| |             |                                                            |     |        |    |  |
| |             |                                                            |     |        |    |  |
| |             |                                                            |     |        |    |  |
| |             |                                                            |     |        |    |  |

#### Španělsko vs. Kanada
| | Španělsko | 1 :                                                                       | 2    | Kanada |     |  |
| --- | --------- | ------------------------------------------------------------------------- | ---- | ------ | --- |  |
| Pavelló Municipal Font de Sant Lluís, Valencie 16. září 2022 |           |                                                                           |      |        |     |  |
| \| \| \| \| 1. \| 2. \| 3. \| \| \| -- \| \| ------------------------------------------------------------------------- \| ---- \| --- \| --- \| \| \| 1. \| \| Roberto Bautista Agut Vasek Pospisil \| 3 6 \| 6 3 \| 6 3 \| \| \| 2. \| \| Carlos Alcaraz Félix Auger-Aliassime \| 7 63 \| 4 6 \| 2 6 \| \| \| 3. \| \| Marcel Granollers / Pedro Martínez Félix Auger-Aliassime / Vasek Pospisil \| 6 4 \| 4 6 \| 5 7 \| \| \| \| \| \| \| \| \| \| \| \| \| \| \| \| \| \| \| \| \| \| \| \| \| \| \| \| \| \| \| \| \| \| \| \| \| \| \| \| \| \| |           |                                                                           |      |        |     |  |
| |           |                                                                           | 1.   | 2.     | 3.  |  |
| 1. |           | Roberto Bautista Agut Vasek Pospisil                                      | 3 6  | 6 3    | 6 3 |  |
| 2. |           | Carlos Alcaraz Félix Auger-Aliassime                                      | 7 63 | 4 6    | 2 6 |  |
| 3. |           | Marcel Granollers / Pedro Martínez Félix Auger-Aliassime / Vasek Pospisil | 6 4  | 4 6    | 5 7 |  |
| |           |                                                                           |      |        |     |  |
| |           |                                                                           |      |        |     |  |
| |           |                                                                           |      |        |     |  |
| |           |                                                                           |      |        |     |  |
| |           |                                                                           |      |        |     |  |

#### Srbsko vs. Kanada
| | Srbsko | 2 :                                                                    | 1   | Kanada |    |       |
| --- | --- | ---------------------------------------------------------------------- | --- | ------ | -- | ----- |
| Pavelló Municipal Font de Sant Lluís, Valencie 17. září 2022 | |                                                                        |     |        |    |       |
| \| \| \| \| 1. \| 2. \| 3. \| \| \| ----------- \| ---------------------------------------------------------------------------------------------------------------- \| ---------------------------------------------------------------------- \| --- \| --- \| -- \| ----- \| \| 1. \| \| Laslo Djere Gabriel Diallo \| 6 2 \| 6 2 \| \| \| \| 2. \| \| Miomir Kecmanović Félix Auger-Aliassime \| 3 6 \| 4 6 \| \| \| \| 3. \| \| Miomir Kecmanović / Filip Krajinović Alexis Galarneau / Vasek Pospisil \| 2 1 \| \| \| skreč \| \| \| \| \| \| \| \| \| \| \| \| \| \| \| \| \| \| \| \| \| \| \| \| \| \| Podrobnosti \| \| \| \| \| \| \| \| \| Srbskému týmu byla ze čtyřhry po skreči Kanaďanů započítána výhra Kecmanoviće s Krajinovićem v poměru 6–1 a 6–0. \| \| \| \| \| \| | |                                                                        |     |        |    |       |
| | |                                                                        | 1.  | 2.     | 3. |       |
| 1. | | Laslo Djere Gabriel Diallo                                             | 6 2 | 6 2    |    |       |
| 2. | | Miomir Kecmanović Félix Auger-Aliassime                                | 3 6 | 4 6    |    |       |
| 3. | | Miomir Kecmanović / Filip Krajinović Alexis Galarneau / Vasek Pospisil | 2 1 |        |    | skreč |
| | |                                                                        |     |        |    |       |
| | |                                                                        |     |        |    |       |
| | |                                                                        |     |        |    |       |
| Podrobnosti | |                                                                        |     |        |    |       |
| | Srbskému týmu byla ze čtyřhry po skreči Kanaďanů započítána výhra Kecmanoviće s Krajinovićem v poměru 6–1 a 6–0. |                                                                        |     |        |    |       |

#### Španělsko vs. Jižní Korea
| | Španělsko | 3 :                                                           | 0   | Jižní Korea |     |  |
| --- | --------- | ------------------------------------------------------------- | --- | ----------- | --- |  |
| Pavelló Municipal Font de Sant Lluís, Valencie 18. září 2022 |           |                                                               |     |             |     |  |
| \| \| \| \| 1. \| 2. \| 3. \| \| \| -- \| \| ------------------------------------------------------------- \| --- \| ---- \| --- \| \| \| 1. \| \| Roberto Bautista Agut Hong Song-čan \| 6 1 \| 6 3 \| \| \| \| 2. \| \| Carlos Alcaraz Kwon Sun-u \| 6 4 \| 7 61 \| \| \| \| 3. \| \| Marcel Granollers / Pedro Martínez Nam Či-song / Song Min-kju \| 7 5 \| 3 6 \| 6 1 \| \| \| \| \| \| \| \| \| \| \| \| \| \| \| \| \| \| \| \| \| \| \| \| \| \| \| \| \| \| \| \| \| \| \| \| \| \| \| \| \| \| |           |                                                               |     |             |     |  |
| |           |                                                               | 1.  | 2.          | 3.  |  |
| 1. |           | Roberto Bautista Agut Hong Song-čan                           | 6 1 | 6 3         |     |  |
| 2. |           | Carlos Alcaraz Kwon Sun-u                                     | 6 4 | 7 61        |     |  |
| 3. |           | Marcel Granollers / Pedro Martínez Nam Či-song / Song Min-kju | 7 5 | 3 6         | 6 1 |  |
| |           |                                                               |     |             |     |  |
| |           |                                                               |     |             |     |  |
| |           |                                                               |     |             |     |  |
| |           |                                                               |     |             |     |  |
| |           |                                                               |     |             |     |  |

### Skupina C
| Poř. | Tým       | mez. zápasy | utkání | sety  | % setů | hry     | % her |
| ---- | --------- | ----------- | ------ | ----- | ------ | ------- | ----- |
| 1    | Německo   | 3–0         | 6–3    | 13–9  | 59 %   | 115–108 | 52 %  |
| 2    | Austrálie | 2–1         | 6–3    | 12–8  | 60 %   | 95–86   | 52 %  |
| 3    | Francie   | 1–2         | 4–5    | 12–10 | 55 %   | 112–101 | 53 %  |
| 4    | Belgie    | 0–3         | 2–7    | 6–16  | 27 %   | 93–120  | 44 %  |

#### Belgie vs. Austrálie
| | Belgie | 0 :                                                      | 3   | Austrálie |     |  |
| --- | ------ | -------------------------------------------------------- | --- | --------- | --- |  |
| Am Rothenbaum, Hamburk 13. září 2022 |        |                                                          |     |           |     |  |
| \| \| \| \| 1. \| 2. \| 3. \| \| \| -- \| \| -------------------------------------------------------- \| --- \| --- \| --- \| \| \| 1. \| \| Zizou Bergs Jason Kubler \| 4 6 \| 6 1 \| 3 6 \| \| \| 2. \| \| David Goffin Alex de Minaur \| 2 6 \| 2 6 \| \| \| \| 3. \| \| Sander Gillé / Joran Vliegen Matthew Ebden / Max Purcell \| 1 6 \| 3 6 \| \| \| \| \| \| \| \| \| \| \| \| \| \| \| \| \| \| \| \| \| \| \| \| \| \| \| \| \| \| \| \| \| \| \| \| \| \| \| \| \| \| \| |        |                                                          |     |           |     |  |
| |        |                                                          | 1.  | 2.        | 3.  |  |
| 1. |        | Zizou Bergs Jason Kubler                                 | 4 6 | 6 1       | 3 6 |  |
| 2. |        | David Goffin Alex de Minaur                              | 2 6 | 2 6       |     |  |
| 3. |        | Sander Gillé / Joran Vliegen Matthew Ebden / Max Purcell | 1 6 | 3 6       |     |  |
| |        |                                                          |     |           |     |  |
| |        |                                                          |     |           |     |  |
| |        |                                                          |     |           |     |  |
| |        |                                                          |     |           |     |  |
| |        |                                                          |     |           |     |  |

#### Francie vs. Německo
| | Francie | 1 :                                                          | 2   | Německo |      |  |
| --- | ------- | ------------------------------------------------------------ | --- | ------- | ---- |  |
| Am Rothenbaum, Hamburk 14. září 2022 |         |                                                              |     |         |      |  |
| \| \| \| \| 1. \| 2. \| 3. \| \| \| -- \| \| ------------------------------------------------------------ \| --- \| --- \| ---- \| \| \| 1. \| \| Benjamin Bonzi Jan-Lennard Struff \| 4 6 \| 6 2 \| 5 7 \| \| \| 2. \| \| Adrian Mannarino Oscar Otte \| 6 4 \| 6 3 \| \| \| \| 3. \| \| Nicolas Mahut / Arthur Rinderknech Kevin Krawietz / Tim Pütz \| 2 6 \| 6 3 \| 61 7 \| \| \| \| \| \| \| \| \| \| \| \| \| \| \| \| \| \| \| \| \| \| \| \| \| \| \| \| \| \| \| \| \| \| \| \| \| \| \| \| \| \| |         |                                                              |     |         |      |  |
| |         |                                                              | 1.  | 2.      | 3.   |  |
| 1. |         | Benjamin Bonzi Jan-Lennard Struff                            | 4 6 | 6 2     | 5 7  |  |
| 2. |         | Adrian Mannarino Oscar Otte                                  | 6 4 | 6 3     |      |  |
| 3. |         | Nicolas Mahut / Arthur Rinderknech Kevin Krawietz / Tim Pütz | 2 6 | 6 3     | 61 7 |  |
| |         |                                                              |     |         |      |  |
| |         |                                                              |     |         |      |  |
| |         |                                                              |     |         |      |  |
| |         |                                                              |     |         |      |  |
| |         |                                                              |     |         |      |  |

#### Francie vs. Austrálie
| | Francie | 1 :                                                            | 2   | Austrálie |     |  |
| --- | ------- | -------------------------------------------------------------- | --- | --------- | --- |  |
| Am Rothenbaum, Hamburk 15. září 2022 |         |                                                                |     |           |     |  |
| \| \| \| \| 1. \| 2. \| 3. \| \| \| -- \| \| -------------------------------------------------------------- \| --- \| --- \| --- \| \| \| 1. \| \| Richard Gasquet Jason Kubler \| 6 2 \| 6 4 \| \| \| \| 2. \| \| Benjamin Bonzi Alex de Minaur \| 3 6 \| 6 1 \| 4 6 \| \| \| 3. \| \| Nicolas Mahut / Arthur Rinderknech Matthew Ebden / Max Purcell \| 4 6 \| 4 6 \| \| \| \| \| \| \| \| \| \| \| \| \| \| \| \| \| \| \| \| \| \| \| \| \| \| \| \| \| \| \| \| \| \| \| \| \| \| \| \| \| \| \| |         |                                                                |     |           |     |  |
| |         |                                                                | 1.  | 2.        | 3.  |  |
| 1. |         | Richard Gasquet Jason Kubler                                   | 6 2 | 6 4       |     |  |
| 2. |         | Benjamin Bonzi Alex de Minaur                                  | 3 6 | 6 1       | 4 6 |  |
| 3. |         | Nicolas Mahut / Arthur Rinderknech Matthew Ebden / Max Purcell | 4 6 | 4 6       |     |  |
| |         |                                                                |     |           |     |  |
| |         |                                                                |     |           |     |  |
| |         |                                                                |     |           |     |  |
| |         |                                                                |     |           |     |  |
| |         |                                                                |     |           |     |  |

#### Německo vs. Belgie
| | Německo | 2 :                                                    | 1   | Belgie |      |  |
| --- | ------- | ------------------------------------------------------ | --- | ------ | ---- |  |
| Am Rothenbaum, Hamburk 16. září 2022 |         |                                                        |     |        |      |  |
| \| \| \| \| 1. \| 2. \| 3. \| \| \| -- \| \| ------------------------------------------------------ \| --- \| ------ \| ---- \| \| \| 1. \| \| Jan-Lennard Struff Zizou Bergs \| 6 4 \| 711 69 \| \| \| \| 2. \| \| Oscar Otte David Goffin \| 6 3 \| 67 9 \| 3 6 \| \| \| 3. \| \| Kevin Krawietz / Tim Pütz Sander Gillé / Joran Vliegen \| 4 6 \| 6 2 \| 7 65 \| \| \| \| \| \| \| \| \| \| \| \| \| \| \| \| \| \| \| \| \| \| \| \| \| \| \| \| \| \| \| \| \| \| \| \| \| \| \| \| \| \| |         |                                                        |     |        |      |  |
| |         |                                                        | 1.  | 2.     | 3.   |  |
| 1. |         | Jan-Lennard Struff Zizou Bergs                         | 6 4 | 711 69 |      |  |
| 2. |         | Oscar Otte David Goffin                                | 6 3 | 67 9   | 3 6  |  |
| 3. |         | Kevin Krawietz / Tim Pütz Sander Gillé / Joran Vliegen | 4 6 | 6 2    | 7 65 |  |
| |         |                                                        |     |        |      |  |
| |         |                                                        |     |        |      |  |
| |         |                                                        |     |        |      |  |
| |         |                                                        |     |        |      |  |
| |         |                                                        |     |        |      |  |

#### Francie vs. Belgie
| | Francie | 2 :                                                             | 1   | Belgie |     |  |
| --- | ------- | --------------------------------------------------------------- | --- | ------ | --- |  |
| Am Rothenbaum, Hamburk 17. září 2022 |         |                                                                 |     |        |     |  |
| \| \| \| \| 1. \| 2. \| 3. \| \| \| -- \| \| --------------------------------------------------------------- \| --- \| ----- \| --- \| \| \| 1. \| \| Richard Gasquet Michael Geerts \| 6 3 \| 6 3 \| \| \| \| 2. \| \| Benjamin Bonzi David Goffin \| 3 6 \| 7 5 \| 3 6 \| \| \| 3. \| \| Nicolas Mahut / Arthur Rinderknech Sander Gillé / Joran Vliegen \| 6 3 \| 78 66 \| \| \| \| \| \| \| \| \| \| \| \| \| \| \| \| \| \| \| \| \| \| \| \| \| \| \| \| \| \| \| \| \| \| \| \| \| \| \| \| \| \| \| |         |                                                                 |     |        |     |  |
| |         |                                                                 | 1.  | 2.     | 3.  |  |
| 1. |         | Richard Gasquet Michael Geerts                                  | 6 3 | 6 3    |     |  |
| 2. |         | Benjamin Bonzi David Goffin                                     | 3 6 | 7 5    | 3 6 |  |
| 3. |         | Nicolas Mahut / Arthur Rinderknech Sander Gillé / Joran Vliegen | 6 3 | 78 66  |     |  |
| |         |                                                                 |     |        |     |  |
| |         |                                                                 |     |        |     |  |
| |         |                                                                 |     |        |     |  |
| |         |                                                                 |     |        |     |  |
| |         |                                                                 |     |        |     |  |

#### Německo vs. Austrálie
| | Německo | 2 :                                                   | 1    | Austrálie |    |  |
| --- | ------- | ----------------------------------------------------- | ---- | --------- | -- |  |
| Am Rothenbaum, Hamburk 18. září 2022 |         |                                                       |      |           |    |  |
| \| \| \| \| 1. \| 2. \| 3. \| \| \| -- \| \| ----------------------------------------------------- \| ---- \| --- \| -- \| \| \| 1. \| \| Jan-Lennard Struff Max Purcell \| 6 1 \| 7 5 \| \| \| \| 2. \| \| Oscar Otte Thanasi Kokkinakis \| 6 78 \| 1 6 \| \| \| \| 3. \| \| Kevin Krawietz / Tim Pütz Matthew Ebden / Max Purcell \| 6 4 \| 6 4 \| \| \| \| \| \| \| \| \| \| \| \| \| \| \| \| \| \| \| \| \| \| \| \| \| \| \| \| \| \| \| \| \| \| \| \| \| \| \| \| \| \| \| |         |                                                       |      |           |    |  |
| |         |                                                       | 1.   | 2.        | 3. |  |
| 1. |         | Jan-Lennard Struff Max Purcell                        | 6 1  | 7 5       |    |  |
| 2. |         | Oscar Otte Thanasi Kokkinakis                         | 6 78 | 1 6       |    |  |
| 3. |         | Kevin Krawietz / Tim Pütz Matthew Ebden / Max Purcell | 6 4  | 6 4       |    |  |
| |         |                                                       |      |           |    |  |
| |         |                                                       |      |           |    |  |
| |         |                                                       |      |           |    |  |
| |         |                                                       |      |           |    |  |
| |         |                                                       |      |           |    |  |

### Skupina D
| Poř. | Tým            | mez. zápasy | utkání | sety  | % setů | hry     | % her |
| ---- | -------------- | ----------- | ------ | ----- | ------ | ------- | ----- |
| 1    | Nizozemsko     | 3–0         | 6–3    | 14–9  | 61 %   | 125–106 | 54 %  |
| 2    | Spojené státy  | 2–1         | 5–4    | 11–12 | 48 %   | 123–122 | 50 %  |
| 3    | Velká Británie | 1–2         | 4–5    | 11–12 | 48 %   | 119–128 | 48 %  |
| 4    | Kazachstán     | 0–3         | 3–6    | 10–13 | 43 %   | 105–116 | 48 %  |

#### Kazachstán vs. Nizozemsko
| | Kazachstán | 1 :                                                                     | 2   | Nizozemsko |     |  |
| --- | ---------- | ----------------------------------------------------------------------- | --- | ---------- | --- |  |
| Emirates Arena, Glasgow 13. září 2022 |            |                                                                         |     |            |     |  |
| \| \| \| \| 1. \| 2. \| 3. \| \| \| -- \| \| ----------------------------------------------------------------------- \| --- \| --- \| --- \| \| \| 1. \| \| Michail Kukuškin Tallon Griekspoor \| 1 6 \| 6 3 \| 3 6 \| \| \| 2. \| \| Alexandr Bublik Botic van de Zandschulp \| 6 3 \| 1 6 \| 4 6 \| \| \| 3. \| \| Alexandr Bublik / Oleksandr Nedověsov Wesley Koolhof / Matwé Middelkoop \| 6 4 \| 1 6 \| 6 3 \| \| \| \| \| \| \| \| \| \| \| \| \| \| \| \| \| \| \| \| \| \| \| \| \| \| \| \| \| \| \| \| \| \| \| \| \| \| \| \| \| \| |            |                                                                         |     |            |     |  |
| |            |                                                                         | 1.  | 2.         | 3.  |  |
| 1. |            | Michail Kukuškin Tallon Griekspoor                                      | 1 6 | 6 3        | 3 6 |  |
| 2. |            | Alexandr Bublik Botic van de Zandschulp                                 | 6 3 | 1 6        | 4 6 |  |
| 3. |            | Alexandr Bublik / Oleksandr Nedověsov Wesley Koolhof / Matwé Middelkoop | 6 4 | 1 6        | 6 3 |  |
| |            |                                                                         |     |            |     |  |
| |            |                                                                         |     |            |     |  |
| |            |                                                                         |     |            |     |  |
| |            |                                                                         |     |            |     |  |
| |            |                                                                         |     |            |     |  |

#### Spojené státy americké vs. Velká Británie
| | Spojené státy americké | 2 :                                                | 1   | Velká Británie |     |  |
| --- | ---------------------- | -------------------------------------------------- | --- | -------------- | --- |  |
| Emirates Arena, Glasgow 14. září 2022 |                        |                                                    |     |                |     |  |
| \| \| \| \| 1. \| 2. \| 3. \| \| \| -- \| \| -------------------------------------------------- \| --- \| ---- \| --- \| \| \| 1. \| \| Tommy Paul Dan Evans \| 6 4 \| 4 6 \| 6 4 \| \| \| 2. \| \| Taylor Fritz Cameron Norrie \| 6 2 \| 62 7 \| 5 7 \| \| \| 3. \| \| Rajeev Ram / Jack Sock Andy Murray / Joe Salisbury \| 5 7 \| 6 4 \| 7 5 \| \| \| \| \| \| \| \| \| \| \| \| \| \| \| \| \| \| \| \| \| \| \| \| \| \| \| \| \| \| \| \| \| \| \| \| \| \| \| \| \| \| |                        |                                                    |     |                |     |  |
| |                        |                                                    | 1.  | 2.             | 3.  |  |
| 1. |                        | Tommy Paul Dan Evans                               | 6 4 | 4 6            | 6 4 |  |
| 2. |                        | Taylor Fritz Cameron Norrie                        | 6 2 | 62 7           | 5 7 |  |
| 3. |                        | Rajeev Ram / Jack Sock Andy Murray / Joe Salisbury | 5 7 | 6 4            | 7 5 |  |
| |                        |                                                    |     |                |     |  |
| |                        |                                                    |     |                |     |  |
| |                        |                                                    |     |                |     |  |
| |                        |                                                    |     |                |     |  |
| |                        |                                                    |     |                |     |  |

#### Spojené státy americké vs. Kazachstán
| | Spojené státy americké | 2 :                                                          | 1    | Kazachstán |     |  |
| --- | ---------------------- | ------------------------------------------------------------ | ---- | ---------- | --- |  |
| Emirates Arena, Glasgow 15. září 2022 |                        |                                                              |      |            |     |  |
| \| \| \| \| 1. \| 2. \| 3. \| \| \| -- \| \| ------------------------------------------------------------ \| ---- \| ---- \| --- \| \| \| 1. \| \| Tommy Paul Michail Kukuškin \| 6 1 \| 6 4 \| \| \| \| 2. \| \| Taylor Fritz Alexandr Bublik \| 7 65 \| 1 6 \| 6 3 \| \| \| 3. \| \| Rajeev Ram / Jack Sock Alexandr Bublik / Oleksandr Nedověsov \| 2 6 \| 6 78 \| \| \| \| \| \| \| \| \| \| \| \| \| \| \| \| \| \| \| \| \| \| \| \| \| \| \| \| \| \| \| \| \| \| \| \| \| \| \| \| \| \| \| |                        |                                                              |      |            |     |  |
| |                        |                                                              | 1.   | 2.         | 3.  |  |
| 1. |                        | Tommy Paul Michail Kukuškin                                  | 6 1  | 6 4        |     |  |
| 2. |                        | Taylor Fritz Alexandr Bublik                                 | 7 65 | 1 6        | 6 3 |  |
| 3. |                        | Rajeev Ram / Jack Sock Alexandr Bublik / Oleksandr Nedověsov | 2 6  | 6 78       |     |  |
| |                        |                                                              |      |            |     |  |
| |                        |                                                              |      |            |     |  |
| |                        |                                                              |      |            |     |  |
| |                        |                                                              |      |            |     |  |
| |                        |                                                              |      |            |     |  |

#### Velká Británie vs. Nizozemsko
| | Velká Británie | 1 :                                                           | 2    | Nizozemsko |     |  |
| --- | -------------- | ------------------------------------------------------------- | ---- | ---------- | --- |  |
| Emirates Arena, Glasgow 16. září 2022 |                |                                                               |      |            |     |  |
| \| \| \| \| 1. \| 2. \| 3. \| \| \| -- \| \| ------------------------------------------------------------- \| ---- \| ----- \| --- \| \| \| 1. \| \| Dan Evans Tallon Griekspoor \| 6 4 \| 6 4 \| \| \| \| 2. \| \| Cameron Norrie Botic van de Zandschulp \| 4 6 \| 2 6 \| \| \| \| 3. \| \| Andy Murray / Joe Salisbury Wesley Koolhof / Matwé Middelkoop \| 60 7 \| 78 66 \| 3 6 \| \| \| \| \| \| \| \| \| \| \| \| \| \| \| \| \| \| \| \| \| \| \| \| \| \| \| \| \| \| \| \| \| \| \| \| \| \| \| \| \| \| |                |                                                               |      |            |     |  |
| |                |                                                               | 1.   | 2.         | 3.  |  |
| 1. |                | Dan Evans Tallon Griekspoor                                   | 6 4  | 6 4        |     |  |
| 2. |                | Cameron Norrie Botic van de Zandschulp                        | 4 6  | 2 6        |     |  |
| 3. |                | Andy Murray / Joe Salisbury Wesley Koolhof / Matwé Middelkoop | 60 7 | 78 66      | 3 6 |  |
| |                |                                                               |      |            |     |  |
| |                |                                                               |      |            |     |  |
| |                |                                                               |      |            |     |  |
| |                |                                                               |      |            |     |  |
| |                |                                                               |      |            |     |  |

#### Spojené státy americké vs. Nizozemsko
| | Spojené státy americké | 1 :                                                      | 2   | Nizozemsko |     |  |
| --- | ---------------------- | -------------------------------------------------------- | --- | ---------- | --- |  |
| Emirates Arena, Glasgow 17. září 2022 |                        |                                                          |     |            |     |  |
| \| \| \| \| 1. \| 2. \| 3. \| \| \| -- \| \| -------------------------------------------------------- \| --- \| ---- \| --- \| \| \| 1. \| \| Tommy Paul Tallon Griekspoor \| 5 7 \| 63 7 \| \| \| \| 2. \| \| Taylor Fritz Botic van de Zandschulp \| 4 6 \| 63 7 \| \| \| \| 3. \| \| Rajeev Ram / Jack Sock Wesley Koolhof / Matwé Middelkoop \| 4 6 \| 7 63 \| 6 4 \| \| \| \| \| \| \| \| \| \| \| \| \| \| \| \| \| \| \| \| \| \| \| \| \| \| \| \| \| \| \| \| \| \| \| \| \| \| \| \| \| \| |                        |                                                          |     |            |     |  |
| |                        |                                                          | 1.  | 2.         | 3.  |  |
| 1. |                        | Tommy Paul Tallon Griekspoor                             | 5 7 | 63 7       |     |  |
| 2. |                        | Taylor Fritz Botic van de Zandschulp                     | 4 6 | 63 7       |     |  |
| 3. |                        | Rajeev Ram / Jack Sock Wesley Koolhof / Matwé Middelkoop | 4 6 | 7 63       | 6 4 |  |
| |                        |                                                          |     |            |     |  |
| |                        |                                                          |     |            |     |  |
| |                        |                                                          |     |            |     |  |
| |                        |                                                          |     |            |     |  |
| |                        |                                                          |     |            |     |  |

#### Velká Británie vs. Kazachstán
| | Velká Británie | 2 :                                                                | 1    | Kazachstán |      |  |
| --- | -------------- | ------------------------------------------------------------------ | ---- | ---------- | ---- |  |
| Emirates Arena, Glasgow 18. září 2022 |                |                                                                    |      |            |      |  |
| \| \| \| \| 1. \| 2. \| 3. \| \| \| -- \| \| ------------------------------------------------------------------ \| ---- \| ------ \| ---- \| \| \| 1. \| \| Andy Murray Dmitry Popko \| 6 4 \| 6 3 \| \| \| \| 2. \| \| Cameron Norrie Alexandr Bublik \| 4 6 \| 3 6 \| \| \| \| 3. \| \| Joe Salisbury / Neal Skupski Alexandr Bublik / Oleksandr Nedověsov \| 7 62 \| 69 711 \| 7 64 \| \| \| \| \| \| \| \| \| \| \| \| \| \| \| \| \| \| \| \| \| \| \| \| \| \| \| \| \| \| \| \| \| \| \| \| \| \| \| \| \| \| |                |                                                                    |      |            |      |  |
| |                |                                                                    | 1.   | 2.         | 3.   |  |
| 1. |                | Andy Murray Dmitry Popko                                           | 6 4  | 6 3        |      |  |
| 2. |                | Cameron Norrie Alexandr Bublik                                     | 4 6  | 3 6        |      |  |
| 3. |                | Joe Salisbury / Neal Skupski Alexandr Bublik / Oleksandr Nedověsov | 7 62 | 69 711     | 7 64 |  |
| |                |                                                                    |      |            |      |  |
| |                |                                                                    |      |            |      |  |
| |                |                                                                    |      |            |      |  |
| |                |                                                                    |      |            |      |  |
| |                |                                                                    |      |            |      |  |

## Vyřazovací fáze

### Pavouk
|  | Čtvrtfinále           | Čtvrtfinále           | Čtvrtfinále           |                       |                       | Semifinále            | Semifinále            | Semifinále            |                       |                       | Finále                | Finále                | Finále                |                       |                       |
|  |                       |                       |                       |                       |                       |                       |                       |                       |                       |                       |                       |                       |                       |                       |                       |
|  | 24. listopadu, Málaga |                       |                       |                       |                       |                       |                       |                       |                       |                       |                       |                       |                       |                       |                       |
|  |                       | Itálie                | 2                     |                       |                       |                       |                       |                       |                       |                       |                       |                       |                       |                       |                       |
|  |                       | Spojené státy         | 1                     |                       |                       | 26. listopadu, Málaga | 26. listopadu, Málaga | 26. listopadu, Málaga | 26. listopadu, Málaga | 26. listopadu, Málaga |                       |                       |                       |                       |                       |
|  |                       |                       |                       |                       |                       | Itálie                | 1                     |                       |                       |                       |                       |                       |                       |                       |                       |
|  | 24. listopadu, Málaga | 24. listopadu, Málaga | 24. listopadu, Málaga | 24. listopadu, Málaga |                       |                       | Kanada                | 2                     |                       |                       |                       |                       |                       |                       |                       |
|  |                       | Německo               | 1                     |                       |                       |                       |                       |                       |                       |                       |                       |                       |                       |                       |                       |
|  |                       | Kanada                | 2                     |                       |                       |                       |                       |                       |                       |                       | 27. listopadu, Málaga | 27. listopadu, Málaga | 27. listopadu, Málaga | 27. listopadu, Málaga | 27. listopadu, Málaga |
|  |                       |                       |                       |                       |                       |                       |                       |                       |                       |                       |                       | Kanada                | 2                     |                       |                       |
|  | 23. listopadu, Málaga | 23. listopadu, Málaga | 23. listopadu, Málaga | 23. listopadu, Málaga | 23. listopadu, Málaga |                       |                       |                       |                       |                       |                       | Austrálie             | 0                     |                       |                       |
|  |                       | Španělsko             | 0                     |                       |                       |                       |                       |                       |                       |                       |                       |                       |                       |                       |                       |
|  |                       | Chorvatsko            | 2                     |                       |                       | 25. listopadu, Málaga | 25. listopadu, Málaga | 25. listopadu, Málaga | 25. listopadu, Málaga | 25. listopadu, Málaga |                       |                       |                       |                       |                       |
|  |                       |                       |                       |                       |                       | Chorvatsko            | 1                     |                       |                       |                       |                       |                       |                       |                       |                       |
|  | 22. listopadu, Málaga | 22. listopadu, Málaga | 22. listopadu, Málaga | 22. listopadu, Málaga |                       |                       | Austrálie             | 2                     |                       |                       |                       |                       |                       |                       |                       |
|  |                       | Nizozemsko            | 0                     |                       |                       |                       |                       |                       |                       |                       |                       |                       |                       |                       |                       |
|  |                       | Austrálie             | 2                     |                       |                       |                       |                       |                       |                       |                       |                       |                       |                       |                       |                       |

### Čtvrtfinále

#### Itálie vs. Spojené státy americké
| | Itálie | 2 :                                                   | 1      | Spojené státy americké |    |  |
| --- | ------ | ----------------------------------------------------- | ------ | ---------------------- | -- |  |
| Martin Carpena Arena, Málaga 24. listopadu 2022 |        |                                                       |        |                        |    |  |
| \| \| \| \| 1. \| 2. \| 3. \| \| \| -- \| \| ----------------------------------------------------- \| ------ \| ----- \| -- \| \| \| 1. \| \| Lorenzo Sonego Frances Tiafoe \| 6 3 \| 79 67 \| \| \| \| 2. \| \| Lorenzo Musetti Taylor Fritz \| 68 710 \| 3 6 \| \| \| \| 3. \| \| Simone Bolelli / Fabio Fognini Tommy Paul / Jack Sock \| 6 4 \| 6 4 \| \| \| \| \| \| \| \| \| \| \| \| \| \| \| \| \| \| \| \| \| \| \| \| \| \| \| \| \| \| \| \| \| \| \| \| \| \| \| \| \| \| \| |        |                                                       |        |                        |    |  |
| |        |                                                       | 1.     | 2.                     | 3. |  |
| 1. |        | Lorenzo Sonego Frances Tiafoe                         | 6 3    | 79 67                  |    |  |
| 2. |        | Lorenzo Musetti Taylor Fritz                          | 68 710 | 3 6                    |    |  |
| 3. |        | Simone Bolelli / Fabio Fognini Tommy Paul / Jack Sock | 6 4    | 6 4                    |    |  |
| |        |                                                       |        |                        |    |  |
| |        |                                                       |        |                        |    |  |
| |        |                                                       |        |                        |    |  |
| |        |                                                       |        |                        |    |  |
| |        |                                                       |        |                        |    |  |

#### Německo vs. Kanada
| | Německo | 1 :                                                         | 2    | Kanada |      |  |
| --- | ------- | ----------------------------------------------------------- | ---- | ------ | ---- |  |
| Martin Carpena Arena, Málaga 24. listopadu 2022 |         |                                                             |      |        |      |  |
| \| \| \| \| 1. \| 2. \| 3. \| \| \| -- \| \| ----------------------------------------------------------- \| ---- \| --- \| ---- \| \| \| 1. \| \| Jan-Lennard Struff Denis Shapovalov \| 6 3 \| 4 6 \| 7 62 \| \| \| 2. \| \| Oscar Otte Félix Auger-Aliassime \| 61 7 \| 4 6 \| \| \| \| 3. \| \| Kevin Krawietz / Tim Pütz Vasek Pospisil / Denis Shapovalov \| 6 2 \| 3 6 \| 3 6 \| \| \| \| \| \| \| \| \| \| \| \| \| \| \| \| \| \| \| \| \| \| \| \| \| \| \| \| \| \| \| \| \| \| \| \| \| \| \| \| \| \| |         |                                                             |      |        |      |  |
| |         |                                                             | 1.   | 2.     | 3.   |  |
| 1. |         | Jan-Lennard Struff Denis Shapovalov                         | 6 3  | 4 6    | 7 62 |  |
| 2. |         | Oscar Otte Félix Auger-Aliassime                            | 61 7 | 4 6    |      |  |
| 3. |         | Kevin Krawietz / Tim Pütz Vasek Pospisil / Denis Shapovalov | 6 2  | 3 6    | 3 6  |  |
| |         |                                                             |      |        |      |  |
| |         |                                                             |      |        |      |  |
| |         |                                                             |      |        |      |  |
| |         |                                                             |      |        |      |  |
| |         |                                                             |      |        |      |  |

#### Nizozemsko vs. Austrálie
| | Nizozemsko | 0 :                                                           | 2   | Austrálie |     |            |
| --- | ---------- | ------------------------------------------------------------- | --- | --------- | --- | ---------- |
| Martin Carpena Arena, Málaga 22. listopadu 2022 |            |                                                               |     |           |     |            |
| \| \| \| \| 1. \| 2. \| 3. \| \| \| -- \| \| ------------------------------------------------------------- \| --- \| --- \| --- \| ---------- \| \| 1. \| \| Tallon Griekspoor Jordan Thompson \| 6 4 \| 5 7 \| 3 6 \| \| \| 2. \| \| Botic van de Zandschulp Alex de Minaur \| 7 5 \| 3 6 \| 4 6 \| \| \| 3. \| \| Wesley Koolhof / Matwé Middelkoop Matthew Ebden / Max Purcell \| \| \| \| nehrálo se \| \| \| \| \| \| \| \| \| \| \| \| \| \| \| \| \| \| \| \| \| \| \| \| \| \| \| \| \| \| \| \| \| \| \| \| \| \| \| \| \| |            |                                                               |     |           |     |            |
| |            |                                                               | 1.  | 2.        | 3.  |            |
| 1. |            | Tallon Griekspoor Jordan Thompson                             | 6 4 | 5 7       | 3 6 |            |
| 2. |            | Botic van de Zandschulp Alex de Minaur                        | 7 5 | 3 6       | 4 6 |            |
| 3. |            | Wesley Koolhof / Matwé Middelkoop Matthew Ebden / Max Purcell |     |           |     | nehrálo se |
| |            |                                                               |     |           |     |            |
| |            |                                                               |     |           |     |            |
| |            |                                                               |     |           |     |            |
| |            |                                                               |     |           |     |            |
| |            |                                                               |     |           |     |            |

#### Španělsko vs. Chorvatsko
| | Španělsko | 0 :                                                                | 2   | Chorvatsko |      |            |
| --- | --------- | ------------------------------------------------------------------ | --- | ---------- | ---- | ---------- |
| Martin Carpena Arena, Málaga 23. listopadu 2022 |           |                                                                    |     |            |      |            |
| \| \| \| \| 1. \| 2. \| 3. \| \| \| -- \| \| ------------------------------------------------------------------ \| --- \| ---- \| ---- \| ---------- \| \| 1. \| \| Roberto Bautista Agut Borna Ćorić \| 4 6 \| 64 7 \| \| \| \| 2. \| \| Pablo Carreño Busta Marin Čilić \| 7 5 \| 3 6 \| 65 7 \| \| \| 3. \| \| Pablo Carreño Busta / Marcel Granollers Nikola Mektić / Mate Pavić \| \| \| \| nehrálo se \| \| \| \| \| \| \| \| \| \| \| \| \| \| \| \| \| \| \| \| \| \| \| \| \| \| \| \| \| \| \| \| \| \| \| \| \| \| \| \| \| |           |                                                                    |     |            |      |            |
| |           |                                                                    | 1.  | 2.         | 3.   |            |
| 1. |           | Roberto Bautista Agut Borna Ćorić                                  | 4 6 | 64 7       |      |            |
| 2. |           | Pablo Carreño Busta Marin Čilić                                    | 7 5 | 3 6        | 65 7 |            |
| 3. |           | Pablo Carreño Busta / Marcel Granollers Nikola Mektić / Mate Pavić |     |            |      | nehrálo se |
| |           |                                                                    |     |            |      |            |
| |           |                                                                    |     |            |      |            |
| |           |                                                                    |     |            |      |            |
| |           |                                                                    |     |            |      |            |
| |           |                                                                    |     |            |      |            |

### Semifinále

#### Itálie vs. Kanada
| | Itálie | 1 :                                                                      | 2    | Kanada |     |  |
| --- | --- | ------------------------------------------------------------------------ | ---- | ------ | --- |  |
| Martin Carpena Arena, Málaga 26. listopadu 2022 | |                                                                          |      |        |     |  |
| \| \| \| \| 1. \| 2. \| 3. \| \| \| ----------- \| ----------------------------------------------------------------------------------------------------------------------------- \| ------------------------------------------------------------------------ \| ---- \| ---- \| --- \| \| \| 1. \| \| Lorenzo Sonego Denis Shapovalov \| 7 64 \| 65 7 \| 6 4 \| \| \| 2. \| \| Lorenzo Musetti Félix Auger-Aliassime \| 3 6 \| 4 6 \| \| \| \| 3. \| \| Matteo Berrettini / Fabio Fognini Félix Auger-Aliassime / Vasek Pospisil \| 62 7 \| 5 7 \| \| \| \| \| \| \| \| \| \| \| \| \| \| \| \| \| \| \| \| \| \| \| \| \| \| \| \| Podrobnosti \| \| \| \| \| \| \| \| \| Předchozí poměr vzájemných zápasů mezi Itálií a Kanadou činil 0:2, s poslední výhrou Kanaďanů v základní skupině finále 2019. \| \| \| \| \| \| | |                                                                          |      |        |     |  |
| | |                                                                          | 1.   | 2.     | 3.  |  |
| 1. | | Lorenzo Sonego Denis Shapovalov                                          | 7 64 | 65 7   | 6 4 |  |
| 2. | | Lorenzo Musetti Félix Auger-Aliassime                                    | 3 6  | 4 6    |     |  |
| 3. | | Matteo Berrettini / Fabio Fognini Félix Auger-Aliassime / Vasek Pospisil | 62 7 | 5 7    |     |  |
| | |                                                                          |      |        |     |  |
| | |                                                                          |      |        |     |  |
| | |                                                                          |      |        |     |  |
| Podrobnosti | |                                                                          |      |        |     |  |
| | Předchozí poměr vzájemných zápasů mezi Itálií a Kanadou činil 0:2, s poslední výhrou Kanaďanů v základní skupině finále 2019. |                                                                          |      |        |     |  |

#### Austrálie vs. Chorvatsko
| | Austrálie | 2 :                                                      | 1    | Chorvatsko |     |  |
| --- | --- | -------------------------------------------------------- | ---- | ---------- | --- |  |
| Martin Carpena Arena, Málaga 25. listopadu 2022 | |                                                          |      |            |     |  |
| \| \| \| \| 1. \| 2. \| 3. \| \| \| ----------- \| ------------------------------------------------------------------------------------------------------------------------------------------------------------------------------------------------------------------------------------------------------------------------------------------------------------------------------------------------------------------------------------------------------------------------------------------------ \| -------------------------------------------------------- \| ---- \| --- \| --- \| \| \| 1. \| \| Thanasi Kokkinakis Borna Ćorić \| 4 6 \| 3 6 \| \| \| \| 2. \| \| Alex de Minaur Marin Čilić \| 6 2 \| 6 2 \| \| \| \| 3. \| \| Max Purcell / Jordan Thompson Nikola Mektić / Mate Pavić \| 63 7 \| 7 5 \| 6 4 \| \| \| \| \| \| \| \| \| \| \| \| \| \| \| \| \| \| \| \| \| \| \| \| \| \| \| Podrobnosti \| \| \| \| \| \| \| \| \| Předchozí poměr vzájemných zápasů mezi Austrálií a Chorvatskem činil 1:1, s poslední výhrou Chorvatů v základní skupině finále 2021.O postupu Australanů rozhodla závěrečná čtyřhra, v níž Purcell s Thompsonem porazili favorizovaný třetí pár světa, složený ze světové osmičky Mektiće a pětky Paviće, finalistů Turnaje mistrů z předchozího týdne. Purcell tak zopakoval výhru z finále Wimbledonu 2022, v němž Chorvaty porazil s Ebdenem. \| \| \| \| \| \| | |                                                          |      |            |     |  |
| | |                                                          | 1.   | 2.         | 3.  |  |
| 1. | | Thanasi Kokkinakis Borna Ćorić                           | 4 6  | 3 6        |     |  |
| 2. | | Alex de Minaur Marin Čilić                               | 6 2  | 6 2        |     |  |
| 3. | | Max Purcell / Jordan Thompson Nikola Mektić / Mate Pavić | 63 7 | 7 5        | 6 4 |  |
| | |                                                          |      |            |     |  |
| | |                                                          |      |            |     |  |
| | |                                                          |      |            |     |  |
| Podrobnosti | |                                                          |      |            |     |  |
| | Předchozí poměr vzájemných zápasů mezi Austrálií a Chorvatskem činil 1:1, s poslední výhrou Chorvatů v základní skupině finále 2021.O postupu Australanů rozhodla závěrečná čtyřhra, v níž Purcell s Thompsonem porazili favorizovaný třetí pár světa, složený ze světové osmičky Mektiće a pětky Paviće, finalistů Turnaje mistrů z předchozího týdne. Purcell tak zopakoval výhru z finále Wimbledonu 2022, v němž Chorvaty porazil s Ebdenem. |                                                          |      |            |     |  |

### Finále

#### Kanada vs. Austrálie
| | Kanada | 2 :                                                                  | 0   | Austrálie |    |            |
| --- | --- | -------------------------------------------------------------------- | --- | --------- | -- | ---------- |
| Martin Carpena Arena, Málaga 27. listopadu 2022 | |                                                                      |     |           |    |            |
| \| \| \| \| 1. \| 2. \| 3. \| \| \| ----------- \| -------------------------------------------------------------------------------------------------------------------------------------------------------------------------------------------------------------------------------------------------------------------------------------------------------------------------------------------------------------------------------------------------------- \| -------------------------------------------------------------------- \| --- \| --- \| -- \| ---------- \| \| 1. \| \| Denis Shapovalov Thanasi Kokkinakis \| 6 2 \| 6 4 \| \| \| \| 2. \| \| Félix Auger-Aliassime Alex de Minaur \| 6 3 \| 6 4 \| \| \| \| 3. \| \| Félix Auger-Aliassime / Vasek Pospisil Max Purcell / Jordan Thompson \| \| \| \| nehrálo se \| \| \| \| \| \| \| \| \| \| \| \| \| \| \| \| \| \| \| \| \| \| \| \| \| \| Podrobnosti \| \| \| \| \| \| \| \| \| Předchozí poměr vzájemných zápasů mezi Austrálií a Kanadou činil 9:1, s poslední výhrou Kanaďanů ve čtvrtfinále finálového turnaje 2019 Kanadští členové první světové dvacítky, 22letý Félix Auger-Aliassime s o rok starším Denisem Shapovalovem, rozhodli o zisku prvního kanadského titulu již ve dvouhrách. Potvrdili tak pozici nejvýše postavené jedničky a dvojky ve startovním poli všech týmů. \| \| \| \| \| \| | |                                                                      |     |           |    |            |
| | |                                                                      | 1.  | 2.        | 3. |            |
| 1. | | Denis Shapovalov Thanasi Kokkinakis                                  | 6 2 | 6 4       |    |            |
| 2. | | Félix Auger-Aliassime Alex de Minaur                                 | 6 3 | 6 4       |    |            |
| 3. | | Félix Auger-Aliassime / Vasek Pospisil Max Purcell / Jordan Thompson |     |           |    | nehrálo se |
| | |                                                                      |     |           |    |            |
| | |                                                                      |     |           |    |            |
| | |                                                                      |     |           |    |            |
| Podrobnosti | |                                                                      |     |           |    |            |
| | Předchozí poměr vzájemných zápasů mezi Austrálií a Kanadou činil 9:1, s poslední výhrou Kanaďanů ve čtvrtfinále finálového turnaje 2019 Kanadští členové první světové dvacítky, 22letý Félix Auger-Aliassime s o rok starším Denisem Shapovalovem, rozhodli o zisku prvního kanadského titulu již ve dvouhrách. Potvrdili tak pozici nejvýše postavené jedničky a dvojky ve startovním poli všech týmů. |                                                                      |     |           |    |            |

### Vítěz
| Vítěz Davis Cupu 2022 |
| --------------------- |
| Kanada první titul    |

### Soupisky týmů
| Soupisky týmů vyřazovací fáze                                                                                     | Soupisky týmů vyřazovací fáze | Soupisky týmů vyřazovací fáze | Soupisky týmů vyřazovací fáze | Soupisky týmů vyřazovací fáze | Soupisky týmů vyřazovací fáze | Soupisky týmů vyřazovací fáze | Soupisky týmů vyřazovací fáze | Soupisky týmů vyřazovací fáze | Soupisky týmů vyřazovací fáze | Soupisky týmů vyřazovací fáze | Soupisky týmů vyřazovací fáze | Soupisky týmů vyřazovací fáze |
| Tým | jednička týmu                 | jednička týmu                 | dvojka týmu                   | dvojka týmu                   | trojka týmu                   | trojka týmu                   | čtyřka týmu                   | čtyřka týmu                   | pětka týmu                    | pětka týmu                    | kapitán                       |                               |
| --- | ----------------------------- | ----------------------------- | ----------------------------- | ----------------------------- | ----------------------------- | ----------------------------- | ----------------------------- | ----------------------------- | ----------------------------- | ----------------------------- | ----------------------------- | ----------------------------- |
| Austrálie | Alex de Minaur                | Alex de Minaur                | Jordan Thompson               | Jordan Thompson               | Thanasi Kokkinakis            | Thanasi Kokkinakis            | Max Purcell                   | Max Purcell                   | Matthew Ebden                 | Matthew Ebden                 | Lleyton Hewitt                |                               |
| Austrálie | 24.                           | 198.                          | 87.                           | 466.                          | 95.                           | 15.                           | 221.                          | 33.                           | 741.                          | 26.                           | Lleyton Hewitt                |                               |
| Chorvatsko | Marin Čilić                   | Marin Čilić                   | Borna Ćorić                   | Borna Ćorić                   | Borna Gojo                    | Borna Gojo                    | Mate Pavić                    | Mate Pavić                    | Nikola Mektić                 | Nikola Mektić                 | Vedran Martić                 |                               |
| Chorvatsko | 17.                           | —                             | 26.                           | —                             | 145.                          | 1265.                         | —                             | 5.                            | —                             | 8.                            | Vedran Martić                 |                               |
| Itálie | Lorenzo Musetti               | Lorenzo Musetti               | Lorenzo Sonego                | Lorenzo Sonego                | Fabio Fognini                 | Fabio Fognini                 | Simone Bolelli                | Simone Bolelli                | —                             | —                             | Filippo Volandri              |                               |
| Itálie | 23.                           | 573                           | 45.                           | 64.                           | 56.                           | 23.                           | —                             | 21.                           | —                             | —                             | Filippo Volandri              |                               |
| Kanada | Félix Auger-Aliassime         | Félix Auger-Aliassime         | Denis Shapovalov              | Denis Shapovalov              | Vasek Pospisil                | Vasek Pospisil                | Alexis Galarneau              | Alexis Galarneau              | Gabriel Diallo                | Gabriel Diallo                | Frank Dancevic                |                               |
| Kanada | 6.                            | 258.                          | 18.                           | 75.                           | 100.                          | —                             | 204.                          | 411.                          | 224.                          | 1826.                         | Frank Dancevic                |                               |
| Německo | Oscar Otte                    | Oscar Otte                    | Yannick Hanfmann              | Yannick Hanfmann              | Jan-Lennard Struff            | Jan-Lennard Struff            | Tim Pütz                      | Tim Pütz                      | Kevin Krawietz                | Kevin Krawietz                | Michael Kohlmann              |                               |
| Německo | 65.                           | 234.                          | 131.                          | 566.                          | 152.                          | 139.                          | —                             | 18.                           | —                             | 25.                           | Michael Kohlmann              |                               |
| Nizozemsko | Botic van de Zandschulp       | Botic van de Zandschulp       | Tallon Griekspoor             | Tallon Griekspoor             | Tim van Rijthoven             | Tim van Rijthoven             | Wesley Koolhof                | Wesley Koolhof                | Matwé Middelkoop              | Matwé Middelkoop              | Paul Haarhuis                 |                               |
| Nizozemsko | 35.                           | 121.                          | 96.                           | 217.                          | 115.                          | 543.                          | —                             | 1.                            | —                             | 22.                           | Paul Haarhuis                 |                               |
| Spojené státy | Taylor Fritz                  | Taylor Fritz                  | Frances Tiafoe                | Frances Tiafoe                | Tommy Paul                    | Tommy Paul                    | Jack Sock                     | Jack Sock                     | —                             | —                             | Mardy Fish                    |                               |
| Spojené státy | 9.                            | 142.                          | 19.                           | 233.                          | 33.                           | 109.                          | 132.                          | 43.                           | —                             | —                             | Mardy Fish                    |                               |
| Španělsko | Pablo Carreño Busta           | Pablo Carreño Busta           | Roberto Bautista Agut         | Roberto Bautista Agut         | Albert Ramos-Viñolas          | Albert Ramos-Viñolas          | Pedro Martínez                | Pedro Martínez                | Marcel Granollers             | Marcel Granollers             | Sergi Bruguera                |                               |
| Španělsko | 13.                           | 323.                          | 21.                           | —                             | 39.                           | 325.                          | 62.                           | 78.                           | —                             | 17.                           | Sergi Bruguera                |                               |
| Žebříček ATP ve dvouhře a čtyřhře k 21. listopadu 2022 / – nejvýše postavená jednička až pětka ve startovním poli |                               |                               |                               |                               |                               |                               |                               |                               |                               |                               |                               |                               |